# نیوتایموری

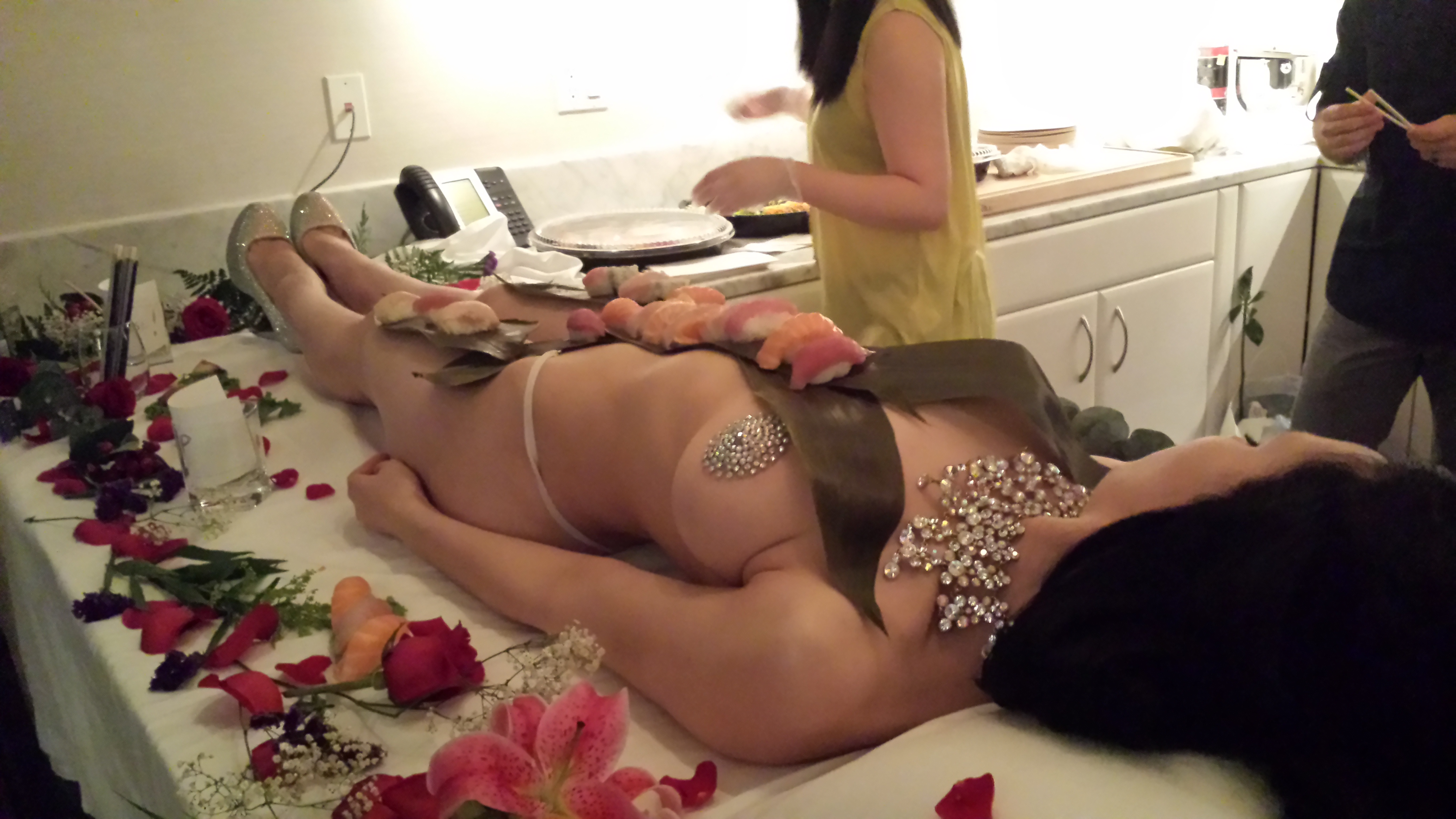
در نیوتای‌موری ، بدن برهنه یک زن به عنوان بشقاب غذا استفاده می‌شود و معمولاً در کلوپ‌های رقص برهنه ژاپنی ارائه میشود

نیوتایموری (به ژاپنی: 女体盛り) نام گونه‌ای از خوردن سوشی است که در آن غذا را روی بدن یک زن برهنه می‌چینند و از روی بدن زن (همانند بشقاب) صرف می‌کنند.
با اینکه این نوع غذا خوردن را به فرهنگ ژاپن (بخصوص گیشاها) نسبت می‌دهند، اما در ژاپن امروزه اینگونه رسوم یا نادر هستند یا بگونه زیرزمینی (توسط امثال یاکوزا) اجرا می‌شوند. این رسم غذا خوردن در دیگر نقاط دنیا (همانند آمریکا و اروپا) نیز امروزه دیده می‌شود.
مرد یا زنی که زیر غذاها قرار می‌گیرد، اغلب مانکن بوده، و طوری آموزش دیده‌است که قادر است ساعت‌ها بدون تکان خوردن (و حتی تغییر نگاه) دراز کشیده تا میهمانان غذا را از روی وی صرف کنند. مانکن یا نیمه‌برهنه، یا تمام‌برهنه (بنا بر درخواست میهمانان و رستوران سِرو کننده) بوده، و گاهی نیز بنا به درخواست میهمانانِ زن، غذا را روی بدنِ برهنهٔ مرد نیز می‌چینند، که به آن نانتایموری (به ژاپنی: 男体盛り) گویند.

## در فیلم‌ها
- فیلم سکس و شهر
- فیلم طلوع خورشید
- فیلم مبارزه نهایی در توکیوی کوچک (با شرکت برندون لی)